# Joubarbe de l'Atlas
Sempervivum atlanticum
Espèce
Synonymes
- Sempervivum tectorum subsp. atlanticum (Hook.f.) Ball (préféré par NCBI)[2],[3]
- Sempervivum tectorum var. atlanticum (Ball) Hook.f. & Ball[3]
- Sempervivum tectorum Ball[4]

La Joubarbe de l'Atlas, Sempervivum tectorum subsp. atlanticum, est une espèce de plantes herbacées vivaces de la famille des Crassulacées. Elle est endémique du Haut Atlas marocain occidental. On la localise dans les stations d'Oukaimeden (3 000 m d'altitude), Ait Messan (1 900 m) et dans le djebel Erdouz. Les populations sont maigres et menacées.

## Description
Les rosettes de la Joubarbe de l'Atlas sont petites et compactes, les feuilles sont courtes, succulentes et obtuses, les cils sont longs, ainsi que la pilosité faciale.